# Virtual Revolution
Virtual Revolution (The Virtual Revolution) è stata una serie di documentari britannica che affrontava il tema dell'impatto del World Wide Web sulla società moderna. La serie, articolata in quattro puntate trasmesse dalla BBC tra il 30 gennaio e il 20 febbraio 2010, era una co-produzione tra la stessa BBC e The Open University ed è stata presentata da Aleks Krotoski (doppiata in italiano da Alessandra Korompay).

## Episodi
| nº | Titolo originale     | Titolo italiano    | Prima TV UK      | Prima TV Italia  |
| -- | -------------------- | ------------------ | ---------------- | ---------------- |
| 1  | The Great Levelling? | La vera democrazia | 30 gennaio 2010  | 27 febbraio 2013 |
| 2  | Enemy of the State?  | Nemica del potere  | 6 febbraio 2010  | 6 marzo 2013     |
| 3  | The Cost of Free     | Macchina da soldi? | 13 febbraio 2010 | 13 marzo 2013    |
| 4  | Homo Interneticus?   | Homo Interneticus  | 20 febbraio 2010 | 20 marzo 2013    |